# Дом В. Д. Вакурова
Дом В. Д. Вакурова — здание второй половины XIX века в городе Саратове, Саратовской области. Памятник истории и культуры регионального значения. В настоящее время здесь размещается учебный корпус Саратовского государственного аграрного университета имени Н. И. Вавилова.

## История
В центральной части города Саратова, на пересечении улиц Радищева и Театральной площади разместился четырёхэтажный дом, который тесно связан с культурной и общественной жизнью волжского города и его историей.
Дмитрий Максимович Вакуров, являлся сыном крепостного крестьянина, который в 1826 году смог откупиться от своего помещика и стал саратовским купцом, начав своё дело с торговли галантереей. Молодой человек увлекался чтением книг. В 1874 году, по проекту известного архитектора Алексея Салько был выстроен четырёхэтажный дом, на первом этаже которого разместилась первая в Саратове книжная лавка. Металлические своды и шторы, зеркальные стёкла, роскошь внутренней отделки полностью располагали к просвещению и образованию посетителей. Это место стало культовым для городской интеллигенции. Три верхних этажа предназначались для «Столичной гостиницы», в которой было обустроено 70 изыскано обставленных номеров, здесь располагались залы на каждом этаже для обедов и чтения.

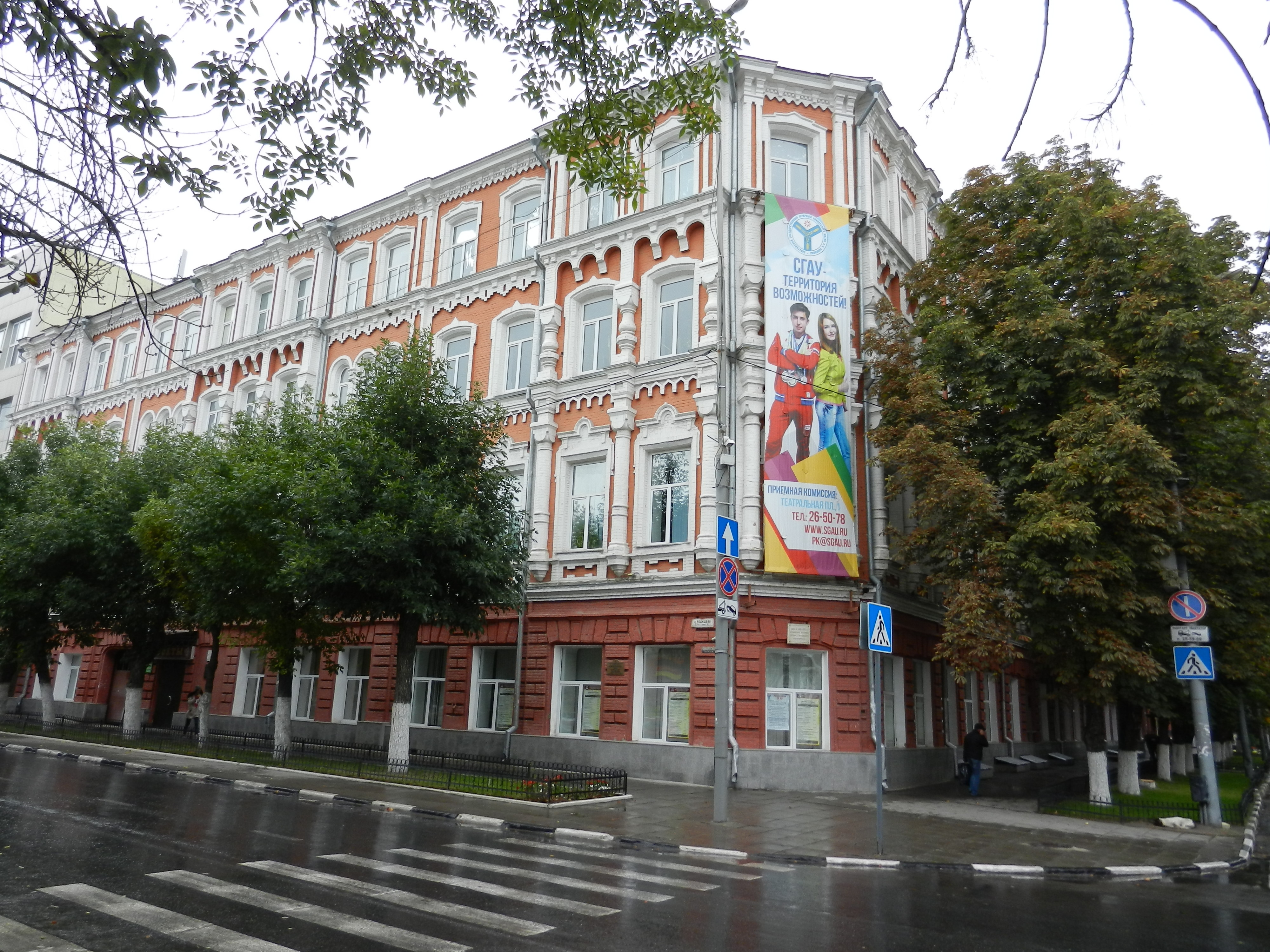
Вид фасада

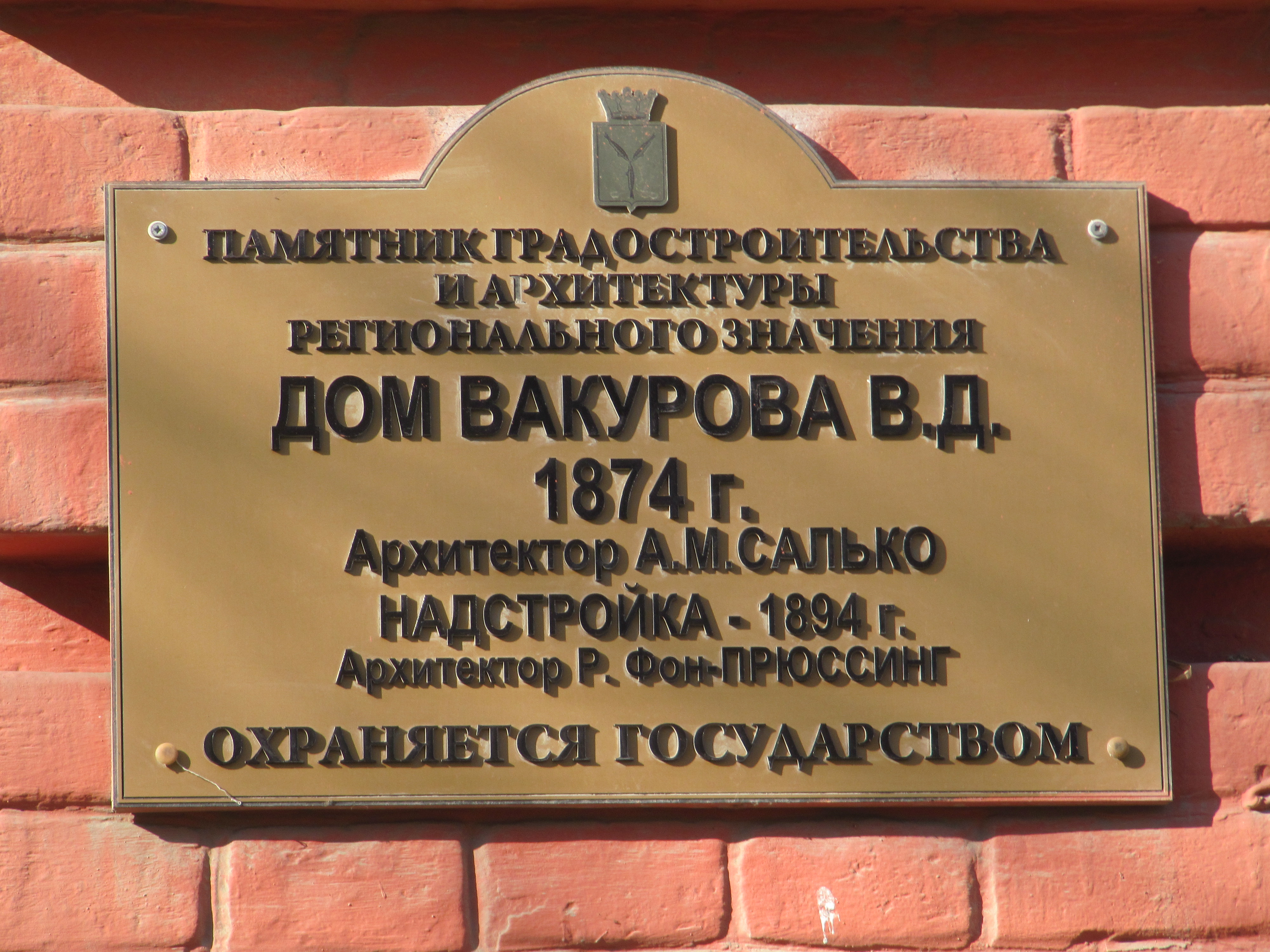
Табличка

В 1893 году на трёх верхних этажах этого особняка разместилось Управление Рязано-Уральской железной дороги, которое было переведено из Козлова в Саратов. Через год руководство управления приняло решение переделать четвертый с низкими потолками этаж. Проект инженер управления Р. фон Прюссинг предполагал надстройку над зданием, чтобы увеличить объёмы четвёртого этажа. В этом доме работали некоторые отделы управления. В 1909 и 1914 годах РУЖД очередями вводило в эксплуатацию собственное здание на Московской улице, куда и переехали все отделы управления.
Газета “Голос Москвы” в 1910 году информировала читателя, что в доме Вакурова была найдена потайная комната без двери. Архитектор забыл соорудить в это помещение дверь.
В мае 1914 года в особняк переехали Высшие сельскохозяйственные курсы для подготовки агрономов. На курсы приняли 300 заявлений, и вместо планируемых 60 были зачислены 104 человека. Еще 125 человек стали учащимися на следующий 1915 год. В дальнейшем в этих помещениях осуществлял свою деятельность сельскохозяйственный институт. В настоящее время здание принадлежит и используется как учебный корпус Саратовского государственного университета имени Н. И. Вавилова. 
Здание, на основании постановления правительства области, является объектом культурного наследия регионального значения.

## Памятные события
На здании университета были установлены две мемориальные доски. 
Первая - свидетельствует о революционных событиях 1905 года. 19 октября 1905 года около здания Вакурова, на Театральной площади, прошёл шеститысячный митинг. Ораторы выступали с балкона над входной дверью, призывая к жёсткой борьбы с самодержавием. В ходе митинга вспыхнула вооружённая стычка, которую пришлось разгонять представителям армии. В ночь с 19 на 20 октября по указанию вице-губернатора И.Г. Кноля балконы и навес дома Вакурова были демонтированы. В отместку эсеры, попытались убить Кноля, бросив в него самодельную бомбу. Случай не позволил совершиться убийству и вице-губернатор остался жив. 
Вторая мемориальная доска посвящена знаменитому ученому-биологу Николаю Ивановичу Вавилову, который трудился в помещениях этого особняка в 1917—1921 годах. Николай Иванович заведовал кафедрой растениеводства и селекции семеноводства. Здесь были разработаны труды, которые вошли в сокровищницу мировой биологической и сельскохозяйственной науки, в частности, был открыт закон гомологических рядов в наследственной изменчивости.

## Документы
Постановление Правительства Саратовской области от 01.04.2009 г. № 110-П г. Саратов. «О включении объектов культурного наследия регионального значения в единый государственный реестр объектов культурного наследия (памятников истории и культуры) народов Российской Федерации".